# 瓦拉明
瓦拉明（波斯语：‎）是伊朗北部德黑兰省瓦拉明郡的首府，根据2011年的普查，人口为218,991人。

## 历史
瓦拉明被认为是在波斯古经中提到的城市，Varena。

## 工业
瓦拉明糖精炼厂建于1934-1935年，是伊朗和中东第一家炼油厂。近年来，由于原料不足，已经减少了生产。
瓦拉明榨油厂建于1938-1939年，是伊朗第一家生产植物油的厂家。

## 手工艺

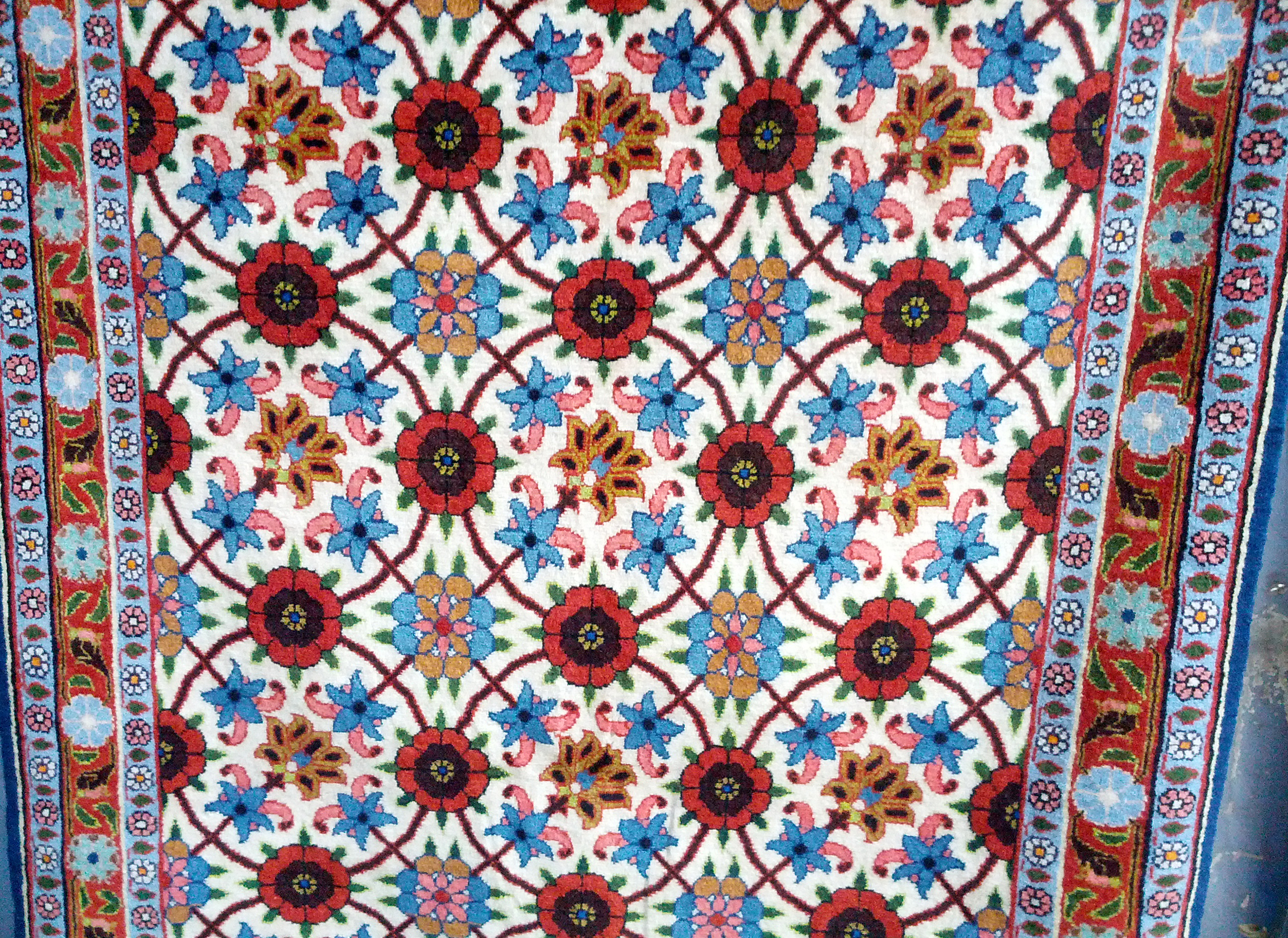
一种瓦拉明地毯。

瓦拉明地毯是著名的地毯的一种，具有重复图案的几何图案。许多地毯专家将其视为纯粹的波斯地毯。

## 教育
伊斯兰阿扎德大学设有瓦拉明-皮什瓦分部，拥有86个专业和15000名学生。